# 積丹町
積丹町（しゃこたんちょう）は、北海道後志総合振興局管内にある積丹郡の町。積丹半島の先端部を占め、一町で積丹郡をなしている。

## 概要
「積丹ブルー」の呼び名で知られる神威岬（かむいみさき）で知られる町である。神威岬は、北海道遺産に指定されている（2004年10月22日公表）。
断崖絶壁の海岸は、ニセコ積丹小樽海岸国定公園（1963年7月24日に指定）の一角をなし、北海道で唯一の海域公園（旧称：海中公園）に指定されている。
大正時代まではニシン漁で栄え、美国（びくに）、入舸（いりか）、余別（よべつ）などの漁港がある。
また、ソーラン節のふるさとでもある。

### 町名の由来
町名の由来は、アイヌ語で「シャク（夏）」と「コタン（村、或いは郷土）」の二語を合わせたもので、意味は「シャクコタン（夏・場所）」となる（積丹町の公式ホームページによる）。

## 地理
- 後志総合振興局北部、日本海沿岸の積丹半島先端部に位置する町である。

### 隣接している自治体
- 後志総合振興局
  - 古平郡 ： 古平町
  - 古宇郡 ： 神恵内村

### 山岳
- 積丹岳（1255.3m）
- 余別岳（1298m）
- 珊内岳（1091m）
- ポンネアンチシ山（1145m）
- 大天狗山（851.7m）
- 両古美山（806m）
- 泥ノ木山（903.9m）

### 河川
- 積丹川
- 美国川
- 入舸川
- 日司川
- 幌内府川
- 余別川

### 気候
| 積丹町美国（1991年 - 2020年）の気候 | 積丹町美国（1991年 - 2020年）の気候 | 積丹町美国（1991年 - 2020年）の気候 | 積丹町美国（1991年 - 2020年）の気候 | 積丹町美国（1991年 - 2020年）の気候 | 積丹町美国（1991年 - 2020年）の気候 | 積丹町美国（1991年 - 2020年）の気候 | 積丹町美国（1991年 - 2020年）の気候 | 積丹町美国（1991年 - 2020年）の気候 | 積丹町美国（1991年 - 2020年）の気候 | 積丹町美国（1991年 - 2020年）の気候 | 積丹町美国（1991年 - 2020年）の気候 | 積丹町美国（1991年 - 2020年）の気候 | 積丹町美国（1991年 - 2020年）の気候 |
| 月                                  | 1月                                 | 2月                                 | 3月                                 | 4月                                 | 5月                                 | 6月                                 | 7月                                 | 8月                                 | 9月                                 | 10月                                | 11月                                | 12月                                | 年                                  |
| ----------------------------------- | ----------------------------------- | ----------------------------------- | ----------------------------------- | ----------------------------------- | ----------------------------------- | ----------------------------------- | ----------------------------------- | ----------------------------------- | ----------------------------------- | ----------------------------------- | ----------------------------------- | ----------------------------------- | ----------------------------------- |
| 最高気温記録 °C （°F）              | 9.3 (48.7)                          | 13.7 (56.7)                         | 16.2 (61.2)                         | 25.6 (78.1)                         | 33.7 (92.7)                         | 31.3 (88.3)                         | 34.0 (93.2)                         | 35.2 (95.4)                         | 33.4 (92.1)                         | 27.6 (81.7)                         | 20.8 (69.4)                         | 14.1 (57.4)                         | 35.2 (95.4)                         |
| 平均最高気温 °C （°F）              | −1.2 (29.8)                         | −0.5 (31.1)                         | 3.3 (37.9)                          | 9.7 (49.5)                          | 16.6 (61.9)                         | 20.3 (68.5)                         | 23.9 (75)                           | 25.3 (77.5)                         | 21.9 (71.4)                         | 15.4 (59.7)                         | 7.5 (45.5)                          | 0.8 (33.4)                          | 11.9 (53.4)                         |
| 日平均気温 °C （°F）                | −4.0 (24.8)                         | −3.5 (25.7)                         | −0.1 (31.8)                         | 5.5 (41.9)                          | 11.4 (52.5)                         | 15.2 (59.4)                         | 19.4 (66.9)                         | 20.5 (68.9)                         | 16.6 (61.9)                         | 10.3 (50.5)                         | 3.6 (38.5)                          | −2.2 (28)                           | 7.7 (45.9)                          |
| 平均最低気温 °C （°F）              | −7.4 (18.7)                         | −7.3 (18.9)                         | −4.1 (24.6)                         | 0.7 (33.3)                          | 5.9 (42.6)                          | 10.2 (50.4)                         | 15.0 (59)                           | 16.0 (60.8)                         | 11.5 (52.7)                         | 5.2 (41.4)                          | −0.3 (31.5)                         | −5.4 (22.3)                         | 3.3 (37.9)                          |
| 最低気温記録 °C （°F）              | −17.1 (1.2)                         | −17.8 (0)                           | −13.6 (7.5)                         | −8.0 (17.6)                         | −2.5 (27.5)                         | 1.6 (34.9)                          | 5.9 (42.6)                          | 8.8 (47.8)                          | 2.3 (36.1)                          | −2.7 (27.1)                         | −9.7 (14.5)                         | −15.6 (3.9)                         | −17.8 (0)                           |
| 降水量 mm （inch）                  | 203.0 (7.992)                       | 145.2 (5.717)                       | 119.2 (4.693)                       | 96.2 (3.787)                        | 82.5 (3.248)                        | 60.3 (2.374)                        | 123.6 (4.866)                       | 169.7 (6.681)                       | 208.6 (8.213)                       | 193.8 (7.63)                        | 246.6 (9.709)                       | 252.1 (9.925)                       | 1,899.4 (74.78)                     |
| 平均降水日数 （≥1.0 mm）            | 25.3                                | 21.2                                | 17.6                                | 12.5                                | 11.0                                | 8.0                                 | 9.8                                 | 10.8                                | 13.5                                | 16.1                                | 20.0                                | 24.3                                | 189.6                               |
| 平均月間日照時間                    | 26.4                                | 41.4                                | 97.1                                | 169.7                               | 199.5                               | 163.1                               | 148.0                               | 157.7                               | 149.8                               | 120.8                               | 54.6                                | 22.5                                | 1,350.5                             |
| 出典1：Japan Meteorological Agency  |                                     |                                     |                                     |                                     |                                     |                                     |                                     |                                     |                                     |                                     |                                     |                                     |                                     |
| 出典2：気象庁                       |                                     |                                     |                                     |                                     |                                     |                                     |                                     |                                     |                                     |                                     |                                     |                                     |                                     |

## 歴史
- 12世紀：源義経公が蝦夷地に落ち延びて、今の神岬町神威岬にさしかかった際に風浪が激しく船を進めることができなかった為、岬の遙か沖合にたつ衣冠姿に見えた神威岩に大綿津見神、志那戸神を奉斎し航海の安全を祈願したところ通過できたという伝説がある、アイヌの人々もこれを「カムイ」として尊崇していた。
- 1706年（宝永3年）：アイヌ人との商いをする。以降ニシン漁で栄える。
- 1725年（享保10年）：美国神社の創建
- 1786年（天明6年）：シャコタン(志屋古丹)場所が置かれる。
- 1902年（明治35年）4月1日：美国郡美国村が二級村制を施行。
- 1906年（明治39年）4月1日：積丹郡余別村、入舸村が二級村制を施行。
- 1909年（明治42年）4月1日：美国村が一級町制を施行して美国町となる。
- 1937年（昭和12年）1月12日：入舸沖合で石炭運搬船『愛国丸』（3212トン）が暴風雪のため座礁、沈没。7人救助、5人死亡、28人行方不明[2]。
- 1956年（昭和31年）9月30日：美国郡美国町・積丹郡余別村、入舸村が合併し、積丹郡積丹町となる。なおこれにより、美国郡が消滅。

## 経済

### 産業
漁業、農業、観光業が中心である。特にウニの産地として知られている。

### 農協・漁協
- 新おたる農業協同組合（JA新おたる）積丹事業所
- 東しゃこたん漁業協同組合美国支所・積丹支所

### 金融機関
- 北海道信用金庫古平支店美国出張所

### 郵便局
- 美国郵便局（集配局）：美国地区
- 野塚郵便局（集配局）：野塚・余別地区
- 入舸郵便局
- 余別郵便局

### 宅配便
- ヤマト運輸：札幌主管支店仁木古平センター（余市町）
- 佐川急便：小樽営業所（小樽市）
- 日本通運：小樽支店（小樽市）

### コンビニエンスストア
- セイコーマート:美国店　※コンビニATMの設置はなし

## 公共機関

### 警察
- 余市警察署
  - 美国駐在所
  - 入舸駐在所
  - 余別駐在所

## 姉妹都市・提携都市

### 国内
- 高知県香美市（旧 土佐山田町）

### 海外
- シーサイド（アメリカ合衆国オレゴン州）: 1966年（昭和41年）5月17日提携

## 地域

### 人口
| |                                        |  |
| 積丹町と全国の年齢別人口分布（2005年） | 積丹町の年齢・男女別人口分布（2005年） |  |
| ■紫色 ― 積丹町 ■緑色 ― 日本全国 | ■青色 ― 男性 ■赤色 ― 女性              |  |
| 積丹町（に相当する地域）の人口の推移 \| 1970年（昭和45年） \| 6,102人 \| \| \| 1975年（昭和50年） \| 5,635人 \| \| \| 1980年（昭和55年） \| 4,910人 \| \| \| 1985年（昭和60年） \| 4,271人 \| \| \| 1990年（平成2年） \| 4,012人 \| \| \| 1995年（平成7年） \| 3,648人 \| \| \| 2000年（平成12年） \| 3,149人 \| \| \| 2005年（平成17年） \| 2,860人 \| \| \| 2010年（平成22年） \| 2,514人 \| \| \| 2015年（平成27年） \| 2,115人 \| \| \| 2020年（令和2年） \| 1,831人 \| \| |                                        |  |
| 総務省統計局 国勢調査より |                                        |  |
| 1970年（昭和45年） | 6,102人                                |  |
| 1975年（昭和50年） | 5,635人                                |  |
| 1980年（昭和55年） | 4,910人                                |  |
| 1985年（昭和60年） | 4,271人                                |  |
| 1990年（平成2年） | 4,012人                                |  |
| 1995年（平成7年） | 3,648人                                |  |
| 2000年（平成12年） | 3,149人                                |  |
| 2005年（平成17年） | 2,860人                                |  |
| 2010年（平成22年） | 2,514人                                |  |
| 2015年（平成27年） | 2,115人                                |  |
| 2020年（令和2年） | 1,831人                                |  |

### 教育
- 大学・短期大学・専修学校等 なし
- 高等学校 なし
  - 町内全域から公共交通機関のみで通学可能な高等学校はない。なお美国地区からは公共交通機関のみで余市町及び小樽市の高等学校へも通学可能。
  - 古平高等学校は2010年（平成22年）より募集停止。
- 中学校 1校（美国） - 1校しかないため、町によりスクールバスが運行されている。
- 小学校 3校（美国、日司、余別） - 幌武意・入舸地区在住の児童は美国小学校へスクールバスで通学
  - 幌武意小学校、入舸小学校は2009年度（平成21年度）、野塚小学校は2024年度（令和6年度）を以って廃校。

## 交通

### 鉄道
町内を鉄道路線は通っていない。最寄り駅は、JR北海道函館本線余市駅。

### バス
- 北海道中央バス（余市営業所） - 町内に美国案内所（旧・美国ターミナル）を設置。
- 積丹町生活交通バス - 2023年（令和5年）10月1日運行開始。北海道中央バス路線（美国 - 積丹幌武意 - 積丹入舸 - 積丹野塚 -  積丹浜中 - 積丹余別 - 神威岬間）廃止による代替交通[3]。

### 道路
- 一般国道
  - 国道229号
- 都道府県道
  - 北海道道568号船澗美国港線
  - 北海道道913号野塚婦美線

## 通信
固定電話
NTT東日本が提供。市外局番は0135（余市MA内）。同じ市外局番である0135ではあるが、岩内MAとは互いに市外局番からかける必要がある。市内局番は美国地区が44、野塚地区が45、神岬地区が46。但しひかり電話の場合は48となる。
携帯電話・PHS
NTTドコモ、au、ソフトバンクモバイルのサービス提供エリアであるが、第3世代携帯電話 (3G) 、4G LTEのサービス提供が行われている。KDDIのWiMax 2+エリアは美国地区のみである。
PHSは提供事業者なし。

### ブロードバンドインターネット接続
NTT東日本が美国地区（市外局番44）のみ提供中（フレッツADSLモアII 40Mタイプ）
美国地区から5km以上離れた婦美地区の一部でも、美国地区から離れてはいるもののRT収容ではないため、リンク可能実績があるなど比較的広範囲で利用可能である。
フレッツ光ネクスト（全町全域で提供中）
2011年（平成23年）4月1日から積丹町が整備したFTTHをNTT東日本へIRU契約により施設を貸し出すことによる光ブロードバンドインターネット接続の提供が開始された。全町全域で利用可能である。（積丹町がFTTHを整備し、難視聴対策のための地上デジタル放送及びBSデジタル放送の再送信及びIP告知器によるIP電話サービス（町内は無料で通話が可能）及び各世帯への自治体情報の提供が行われている。）
KDDI(au)
3G(下り最大2.4Mbps、上り最大144kbps)
4G LTE(受信時最大75Mbps)
WiMax 2+(受信時最大110Mbps、送信時10Mbps)※美国地区のみ
NTT Docomo
3G（下り最大受信時最大7.2Mbpsもしくは3.6Mbps、上り最大5.7Mbps）
4G LTE (受信時最大225Mbps～37.5Mbps)
2019年（令和元年）8月現在、町内全集落をカバーししている。

## 名所・旧跡・観光スポット・祭事・催事

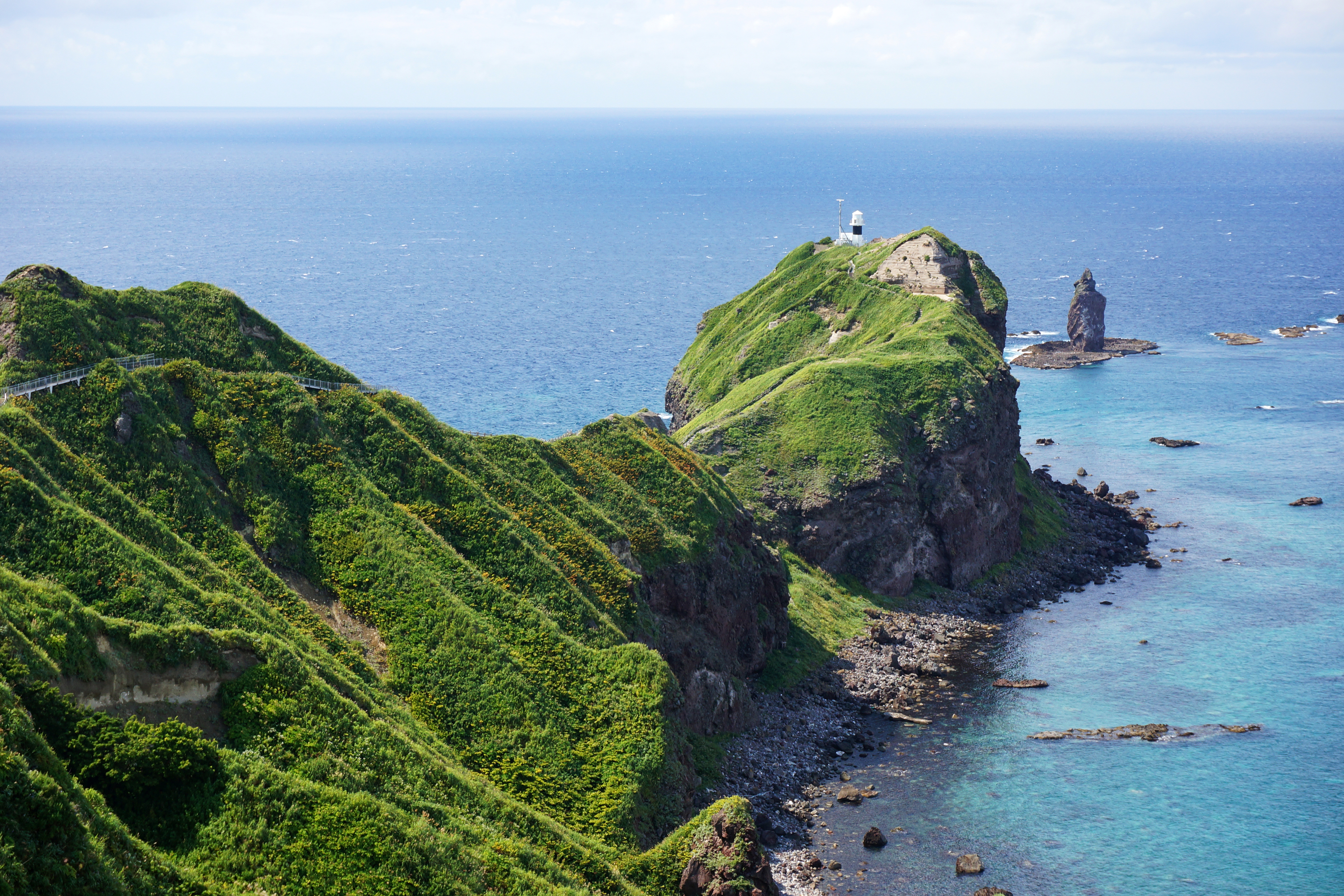
神威岬

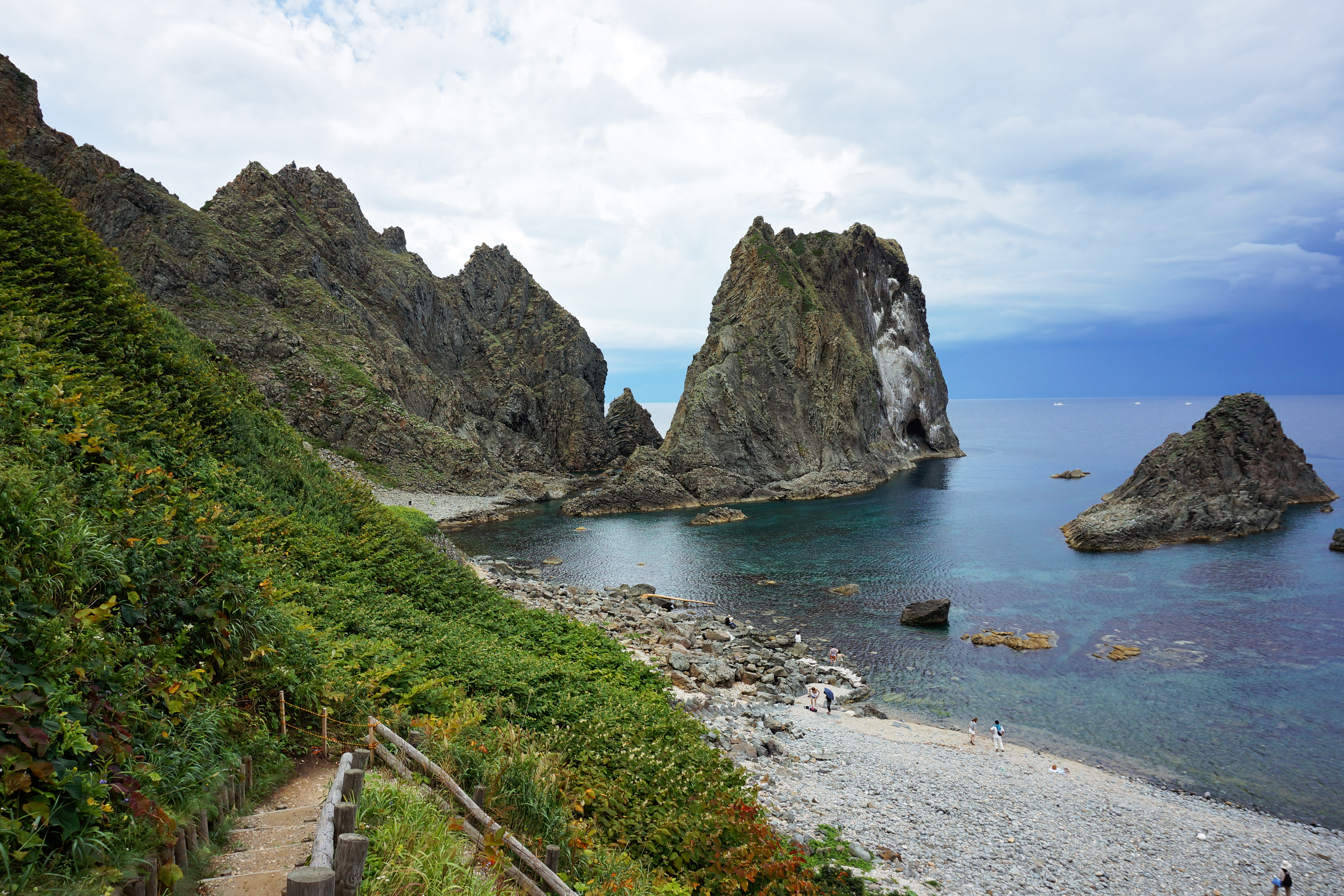
島武意海岸

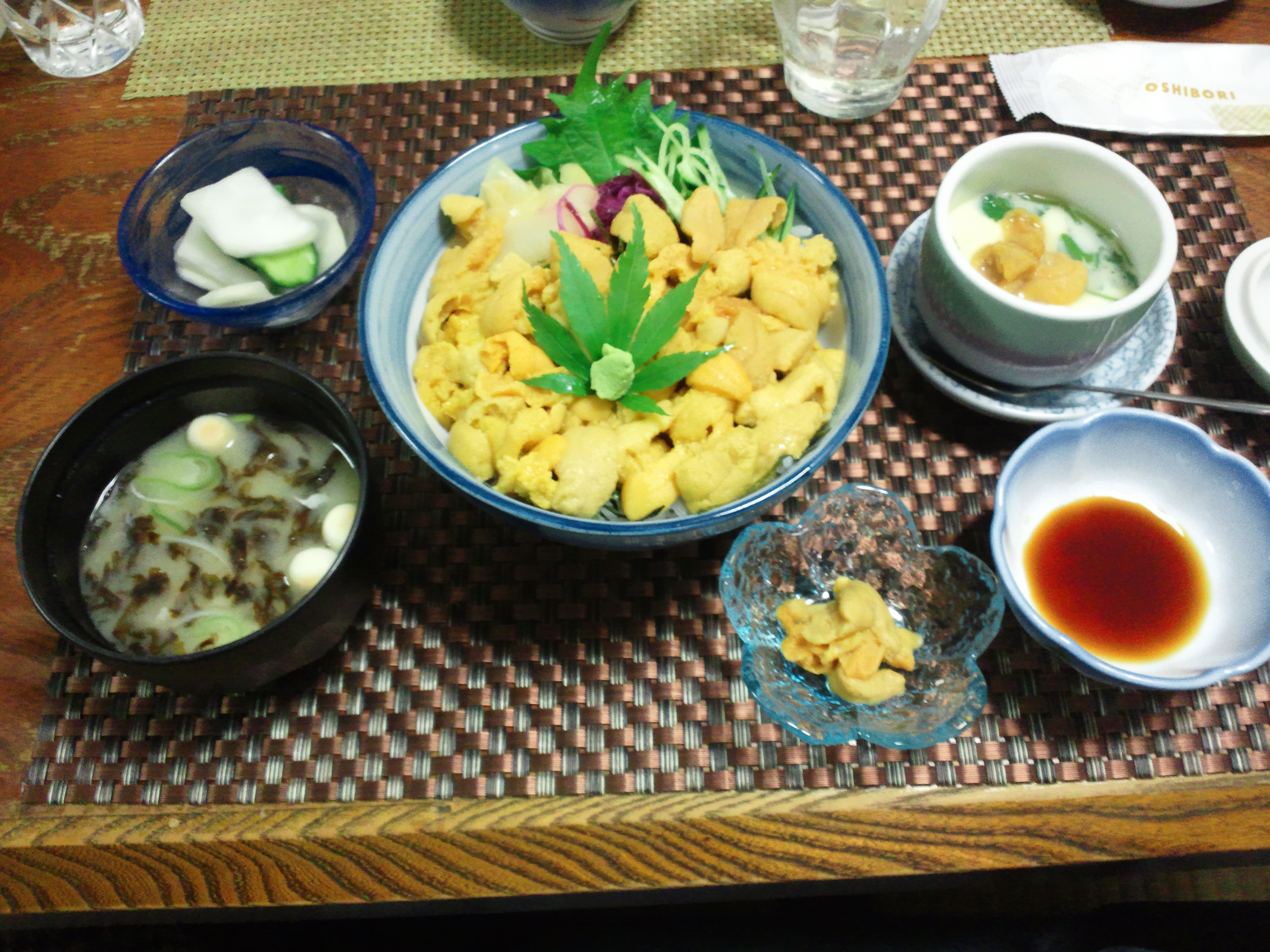
ウニは積丹の名物のひとつである

### 文化財
- 積丹町鰊場音頭

### 景勝地
- 神威岬
- 積丹岬
- 黄金岬/黄金岬展望台
- 島武意海岸

#### 温泉
- 町営温泉　岬の湯しゃこたん

#### イベント
6月 積丹ソーラン味覚祭り 

7月 火まつり（美国神社例大祭） 

9月 積丹生き活き祭り 

11 - 12月 どっこい積丹冬の陣

### 出身著名人
- 竹谷隆之(フィギュア造形師)

## 舞台にした作品

### 映画
- ダンプ渡り鳥（1981年）東映 主演 黒沢年男

### 歌謡曲
『神威岬』（2005年）美川憲一

### 文学
- 『鰊漁場』（1934年）島木健作
  - 「小樽湾をかかえ込む積丹岬の突端が、とおく春の日ざしのなかにかすんで見えた。日本海の上を渡ってくる潮風は大きなうねりをうって吹き抜け、積丹岳につづく連山につきあたってごーっと鳴った。」